# 松川郵便局 (長野県)
松川郵便局（まつかわゆうびんきょく）は、長野県北安曇郡松川村にある郵便局。民営化前の分類では無集配特定郵便局であった。

## 概要
住所：〒399-8501 長野県北安曇郡松川村7019-3

## 沿革
- 1880年（明治13年）4月16日 - 松川郵便局（五等）として開設[1]。
- 1885年（明治18年）11月30日 - 廃止。
- 1902年（明治35年）12月16日 - 松川郵便局（三等）として再設置。
- 1973年（昭和48年）5月27日 - 和文電報配達業務を信濃池田電報電話局に移管[2]。
- 1983年（昭和58年）8月1日 - 風景入通信日付印の使用を開始。
- 2006年（平成18年）10月16日 - 集配業務を穂高郵便局に移管[3]。郵便番号を〒399-8599から〒399-8501に変更。
- 2007年（平成19年）10月1日 - 民営化。
- 2012年（平成24年）10月1日 - 日本郵便株式会社発足。

## 取扱内容
- 郵便、印紙、ゆうパック、内容証明
- 貯金、為替、振替、振込、国際送金、国債
- 生命保険、バイク自賠責保険
- ゆうちょ銀行ATM

## 周辺
- 松川村役場
- 松川村立松川小学校
- 信濃松川駅
- 高瀬川

## アクセス
- JR大糸線 信濃松川駅から南へ約200m（徒歩約3分）
- 松川村福祉バス 信濃松川駅西（セピア安曇野前）停留所または池田町営バス 松川駅前停留所にて下車
- 国道147号沿い
- 駐車場あり：11台